# Колісник Дан Вікторович
Да́н Ві́кторович Колі́сник (*30 грудня 1989, Калиня, Кам'янець-Подільський район, Хмельницька область — †26 жовтня 2014, Луганська область) — капітан Збройних сил України, командир роти, 140-й окремий центр сил спеціальних операцій. Учасник російсько-української війни.

## Життєпис
З 13 років навчався у військовому ліцеї в Кам'янці-Подільському, закінчив Львівську академію сухопутних військ. Служив у військовій частині А0661 (Хмельницький).
Брав участь у Антитерористичній операції на сході України.
24 липня Колісник дістав завдання провести пошук противника в районі Первомайська вдень — без точної розвідувальної інформації — розвідка боєм. Найближчий блокпост тримали бійці з «Омеги» приблизно за 12 кілометрів. Було надано групу підтримки — у разі контакту та для забезпечення евакуації — 1 «БТР-80» та 1 неброньований вантажний «Урал», в кузові якого встановлений кулемет «ДШК». Пересувалися по «зеленці», забезпечуючи повну таємність. Приблизно за 4 кілометри від Первомайська вийшли до мосту через залізничний переїзд, де стояв самотній мікроавтобус — у нього не було номерів — під мостом оптимальне місце для обладнання опорного пункту, блокпоста чи засідки противника. Після 1,5 години спостереження підійшли до автівки, де виявили бронежилет російського виробництва, пропуск «ДНР» та дев'ять переносних зенітно-ракетних комплексів. Після того група розосередилася навколо мікроавтобуса. Після кількох годин спостереження з боку Первомайська під міст під'їхала автомобільна колона — 2 «Жигулі», 2 автобуси ПАЗ, мікроавтобус «Газель», джип — зупинилися за 15 метрів від замаскованого загону — 70—80 осіб у формі «ДНР» з «георгіївськими стрічками». Колісник наказав відкрити вогонь, дві групи відкрили вогонь впритул, розподіливши цілі, накрили всі автобуси. Більшість терористів з автобусів не вийшли, хто встиг вискочити — не втекли. З лісу почали висуватися нові групи озброєних терористів. Український загін, підтриманий групою прикриття, почав швидкий відхід. Операція пройшла без втрат. У найближчій лісопосадці вийшов з ладу дальній радіозв'язок, не було змоги повідомити про обстановку. Командир групи підтримки не мав контакту й не міг отримати команди на висування — але він чув звуки бою та припустив, що загін потрапив у складну ситуацію, тому вирішив їхати на допомогу. Група підтримки висунулася, головний загін не міг повідомити, що його вже немає на місці бою. Коли вони вийшли до мосту приблизно через 20 хвилин, їх зустрів щільний вогонь великих сил терористів — головний загін на той час був за 900 метрів, і по ньому вів вогонь міномет. Після відходу групи прикриття капітан піднявся в кузов «Урала» — він був весь залитий кров'ю, усі четверо бійців були важкопоранені. Загинули Василь Кобернюк, Тарас Якимчук, Андрій Чабан, Володимир Черкасов.
Загинув 26 жовтня 2014-го в бою, під час операції з прориву оточення навколо 32-го блокпоста.
Похований 30 жовтня в Червонограді на Львівщині, звідки родом дружина.

## Нагороди та вшанування
- 21 серпня 2014 року — за особисту мужність і героїзм, виявлені у захисті державного суверенітету та територіальної цілісності України, вірність військовій присязі під час російсько-української війни, відзначений — нагороджений орденом Богдана Хмельницького III ступеня.
- 27 листопада 2014 р. нагороджений орденом «За мужність» III ступеня (посмертно).
- 4 березня 2015 р. в Кульчієвецькій загальноосвітній школі I—III ступенів (Кам'янець-Подільський район) встановлено меморіальну дошку.
- 25 червня 2015 р. присвоєно звання «Почесний громадянин міста Червоноград» (посмертно).
- 16 березня 2016 р. нагороджений Почесною відзнакою міської громади «Мужність і відвага» жителів міста Хмельницького (посмертно).
- 15 січня 2016 р. нагороджений відзнакою «Народний Герой України» (посмертно).